# Octomeria diaphana
Octomeria diaphana är en orkidéart som beskrevs av John Lindley. Octomeria diaphana ingår i släktet Octomeria och familjen orkidéer. Inga underarter finns listade i Catalogue of Life.